# Nabil Bahoui
Nabil Bahoui, född 5 februari 1991 i Sankt Mikaels församling, Stockholm, är en svensk fotbollsspelare som spelar för IF Brommapojkarna.

## Klubblagskarriär

### Tidig karriär
Nabil Bahoui är uppvuxen i Bredäng, Stockholm och började spela fotboll i Mälarhöjdens IK. Som 12-åring tog han klivit till IF Brommapojkarna vars A-lagstrupp han tillhörde från 2009.   
Hösten 2009 debuterade en 18-årig Bahoui för Brommapojkarna i Allsvenskan. I debuten från start gjorde han matchens enda mål mot Gefle och två omgångar senare kvitterade han när laget kryssade mot Malmö. 2012 blev ett genombrottsår för Bahoui i Brommapojkarna då han på 28 starter svarade för 21 poäng (15 mål och sex målgivande passningar) i Superettan i då de kvalificerade sig för Allsvenskan. Merparten av matcherna spelade han till vänster på mittfältet och de 21 poängen gav honom en tredjeplats i Superettans totala poängliga. Under 2012 hade han även flest avslut (91) i hela Superettan och svarade också för ett hattrick borta mot Trelleborgs FF (4–0) den 2 oktober 2012.  

### Värvad till AIK
Den 8 november 2012 lämnade han Brommapojkarna efter att kontraktet löpt ut och han skrev på för AIK efter att parterna tecknat ett kontrakt som löpte över tre och ett halvt år. Bahoui presenterades i paus på Råsunda samma dag då AIK spelade mot PSV Eindhoven i Europa League.
Under sin tid i Brommapojkarna spelade han oftast som vänsterytter, men när han blev värvad till AIK användes han som en yttermittfältare alternativt anfallare i ett 4–4–2-system. Under sin första säsong i AIK gjorde han succé då han gjorde 7 mål och 8 assist på 29 matcher varav 26 matcher från start. Redan i sin första allsvenska match i AIK-tröjan gjorde han mål när AIK mötte  Elfsborg borta i Borås. 
Den 5 oktober 2014 meddelade AIK Fotboll att man var överens med Bahoui om en kontraktsförlängning till och med den 31 december 2016.

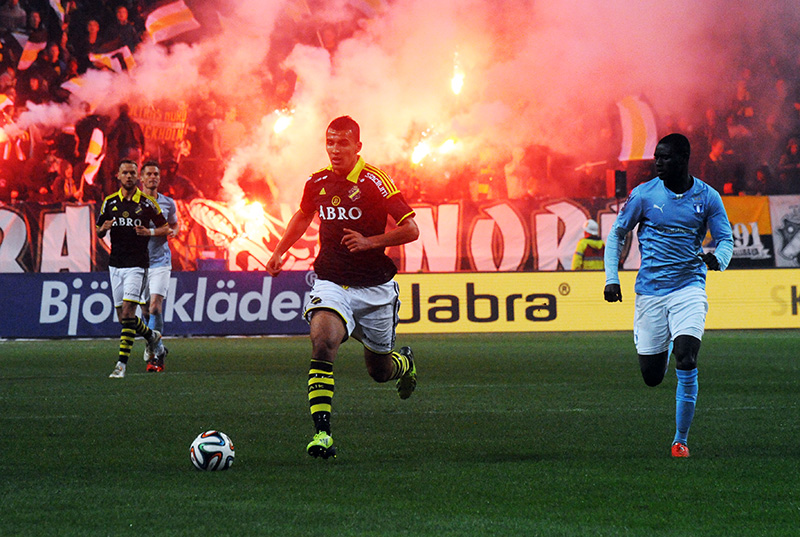
Bahoui under en match mot Malmö FF på Friends Arena, 2014.

I den Allsvenska premiärmatchen 2015 mot Halmstads BK den 6 april drabbades Bahoui av en hjärnskakning. I sin comeback borta mot IF Elfsborg den 21 april samma år gjorde han lagets båda mål i matchen som slutade i förlust, 3–2. Bahoui drabbades under Stockholmsderbyt den 4 maj 2015 mot Hammarby IF i allsvenskan återigen av skadebekymmer och byttes ut redan efter 30 minuter.

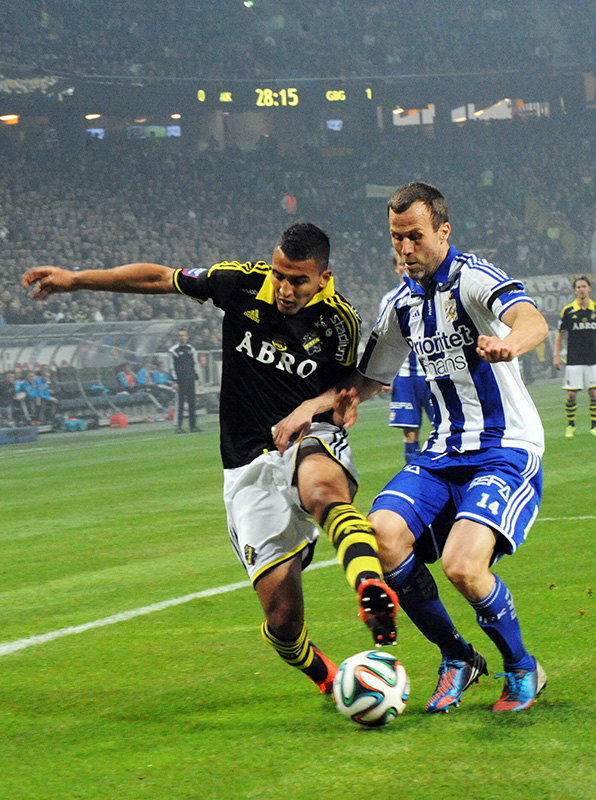
Bahoui i kamp mot IFK Göteborgs Hjálmar Jónsson.

### Utlandskarriär
När det internationella transferfönstret öppnade i januari 2015 var Bahoui på många klubbars radar. In i det sista såg det ut att bli en flytt till Real Sociedad, men övergången gick i stöpet just innan fönstret slog igen då klubbarna inte kom överens. En vårsäsong senare tog han steget ut i fotbollsvärlden, men inte till någon av de europeiska storligorna.

#### Al-Ahli
Den 8 juli 2015 stod det klart att Bahoui skrivit på för den saudiarabiska klubben Al-Ahli. Övergången möttes av kritik från flera svenska fotbollsexperter då man menade att Bahouis framtida utveckling kunde påverkas negativt av att spela i en liga med lägre standard än många andra ligor i Europa.

#### Hamburger SV
Efter endast ett halvår på den arabiska halvön värvades Bahoui i januari 2016 till tyska Bundesliga och Hamburger SV. Det hade sedan innan stått mellan fyra olika klubbar som Bahoui hade att välja mellan. Dessa var: Fiorentina, Atalanta, West Bromwich samt Hamburg. Hans första val var dock Fiorentina, men de hade sedan innan tagit in Cristian Tello från Barcelona. Hamburg var hans andra val och det var där han kom att hamna.
Debuten i Bundesliga skedde den 6 mars 2016, hemma mot Hertha Berlin (2–0) inför 46 136 åskådare på Volksparkstadion i Hamburg då han inledde på bänken i tröja nummer 21 under managern Bruno Labbadias ledning. I den 88:e matchminuten ersatte han mittfältaren och tvåmålsskytten Nicolai Müller. Det blev sammanlagt sex matcher, varav två från start, för Bahoui i Bundesliga under säsongen.
Säsongen 2016/17 blev tuff för svensken med spel i endast en match, den 24 september 2016 hemma mot Bayern München (0–1) inför 57 000 på Volksparkstadion. Bahoui byttes då ut i den 67:e minuten vid ställningen 0–0. Dagen efter förlusten fick managern Bruno Labbadia sparken och ersättaren Markus Gisdol prioriterade andra spelare. Han hade fått lånerbjudanden från klubbar som blandat annat Crotone, Palermo och Sporting Gijon, men valde att avslå då ingen lockade honom.

#### Grasshoppers
Sommaren 2017 kom Bahoui överens med schweiziska Grasshoppers om ett treårsavtal, trots att det fanns ett intresse från Malmö FF hemma i Sverige. Debuten för Grasshoppers skedde den 29 juli 2017, hemma mot Young Boys (4–0) i den andra omgången av Super League. Bahoui inledde på bänken under managern Carlos Berneggers ledning, men ersatte Charles Pickel i den 68:e matchminuten vid ställningen 2–0 till Young Boys. Det blev matchspel för honom fram till december 2017, sammanlagt tolv matcher i Super League samt två matcher i den inhemska cupen.

##### Lån till AIK
Den 20 februari 2018 meddelade AIK att man var överens med Grasshoppers om villkoren för ett lån av Bahoui fram till och med den 30 juni 2018. Comebacken i AIK skedde den 24 februari 2018, borta mot IK Oddevold (2–1) i Svenska cupen inför 1 118 åskådare på Kamratgården och svarade direkt med att göra lagets 2–0-målet i den 25:e minuten. Det blev sammanlagt spel i 15 tävlingsmatcher, varav tolv från start, fram till sommaruppehållet då han återvände till Zürich. Han svarade för fyra mål och fem målgivande passningar i AIK-tröjan.
Återkomsten i Schweiz gav mycket speltid under nye managern Thorsten Fink. Bahoui spelade i 17 matcher, varav 15 från start, fram till december 2018 och han svarade för tre mål. Det blev även en match från start i den schweiziska cupen. Debutmålet i Super League gjorde han den 4 augusti 2018, borta mot FC Basel (2–4) inför 25 313 åskådare på St. Jakob-Park i Basel då han reducerade till 1–4 i den 72:a matchminuten. Tre veckor senare blev han stor matchhjälte då han svarade för båda målen i hemmamötet med FC Sion (2–1). Den 31 januari 2019 meddelande Grasshoppers att parterna kommit överens om att avsluta kontraktet. 

#### De Graafschap
I februari 2019 blev han klar för den holländska klubben De Graafschap då ett ettårskontrakt, som kunde brytas under sommaren, tecknades. 
Debuten i den holländska högstaligan Eredivisie skedde den 1 mars 2019, hemma mot ADO Den Haag (1–1) inför 12 498 åskådare på Stadion De Vijverberg i Doetinchem. Bahoui inledde på bänken innan han ersatte Daryl van Mieghem i den 70:e minuten. De Graafschap slutade på 17:e och näst sista plats i tabellen och fick kvalspela för att försöka hänga kvar, men man föll i den sista omgången med 2–3 mot Sparta Rotterdam och åkte ner till Eerste Divisie. Det blev sammanlagt elva tävlingsmatcher, varav sju från start, för honom i Eredivisie och i det efterföljande kvalet. Han svarade för ett mål i kvalet, borta mot Sparta Rotterdam (2–1) den 25 maj 2019 då han gjorde 1–1-målet i den 67:e minuten.

### Åter till AIK
Under sommarfönstret 2019 återvände Bahoui till AIK på ett tre och ett halvt år långt avtal. I sin allsvenska comeback, mot AFC Eskilstuna, gjorde han två mål då AIK vann matchen med 4–2.

## Landslagskarriär
Den 17 januari 2014 debuterade Bahoui i det svenska A-landslaget under förbundskapten Erik Hamréns ledning när Sverige besegrade Moldavien med 2–1 på Mohammad Bin Zayed Stadium i Abu Dhabi och han spelade hela matchen. Bahoui blev uttagen till landslaget under kvalpremiären inför EM 2016, men klev under träning av på grund av skada.

## Statistik
| Klubb              | Säsong         | Ligan                     | Ligan   | Ligan | Cup     | Cup | Europa  | Europa | Annat   | Annat | Totalt  | Totalt |
| Klubb              | Säsong         | Division                  | Matcher | Mål   | Matcher | Mål | Matcher | Mål    | Matcher | Mål   | Matcher | Mål    |
| ------------------ | -------------- | ------------------------- | ------- | ----- | ------- | --- | ------- | ------ | ------- | ----- | ------- | ------ |
| Brommapojkarna     | 2009           | Allsvenskan               | 8       | 2     | 1       | 0   | —       | —      | —       | —     | 9       | 2      |
| Brommapojkarna     | 2010           | Allsvenskan               | 6       | 0     | 1       | 0   | —       | —      | —       | —     | 7       | 0      |
| Brommapojkarna     | 2011           | Superettan                | 13      | 0     | 2       | 3   | —       | —      | —       | —     | 15      | 3      |
| Brommapojkarna     | 2012           | Superettan                | 28      | 15    | 0       | 0   | —       | —      | —       | —     | 28      | 15     |
| Brommapojkarna     | Totalt         | Totalt                    | 55      | 17    | 4       | 3   | 0       | 0      | —       | —     | 59      | 20     |
| Väsby United (lån) | 2010           | Superettan                | 8       | 1     | 0       | 0   | —       | —      | —       | —     | 8       | 1      |
| Akropolis (lån)    | 2011           | Division 1 Norra          | 3       | 0     | 0       | 0   | —       | —      | —       | —     | 3       | 0      |
| AIK                | 2013           | Allsvenskan               | 29      | 7     | 4       | 2   | —       | —      | —       | —     | 33      | 9      |
| AIK                | 2014           | Allsvenskan               | 26      | 14    | 1       | 0   | 3       | 1      | —       | —     | 30      | 15     |
| AIK                | 2015           | Allsvenskan               | 9       | 5     | 2       | 1   | 1       | 2      | —       | —     | 12      | 8      |
| AIK                | Totalt         | Totalt                    | 64      | 26    | 7       | 3   | 4       | 3      | —       | —     | 75      | 32     |
| Al-Ahli            | 2015/16        | Saudi Professional League | 10      | 0     | 3       | 0   | —       | —      | —       | —     | 13      | 0      |
| Hamburger SV       | 2015/16        | Bundesliga                | 6       | 0     | 0       | 0   | —       | —      | —       | —     | 6       | 0      |
| Hamburger SV       | 2016/17        | Bundesliga                | 1       | 0     | 0       | 0   | —       | —      | —       | —     | 1       | 0      |
| Hamburger SV       | Totalt         | Totalt                    | 7       | 0     | 0       | 0   | 0       | 0      | —       | —     | 7       | 0      |
| Hamburger SV II    | 2016/17        | Regionalliga Nord         | 1       | 0     | —       | —   | —       | —      | —       | —     | 1       | 0      |
| Grasshoppers       | 2017/18        | Schweiziska superligan    | 12      | 0     | 2       | 0   | —       | —      | —       | —     | 14      | 0      |
| Grasshoppers       | 2018/19        | Schweiziska superligan    | 17      | 3     | 1       | 0   | —       | —      | —       | —     | 18      | 3      |
| Grasshoppers       | Totalt         | Totalt                    | 29      | 3     | 3       | 0   | 0       | 0      | —       | —     | 32      | 3      |
| AIK (lån)          | 2018           | Allsvenskan               | 11      | 3     | 4       | 1   | —       | —      | —       | —     | 15      | 4      |
| De Graafschap      | 2018/19        | Eredivisie                | 7       | 0     | 0       | 0   | —       | —      | 4       | 1     | 11      | 1      |
| AIK                | 2019           | Allsvenskan               | 8       | 2     | 1       | 0   | 4       | 1      | —       | —     | 13      | 3      |
| AIK                | 2020           | Allsvenskan               | 17      | 4     | 0       | 0   | —       | —      | —       | —     | 17      | 4      |
| AIK                | 2021           | Allsvenskan               | 3       | 2     | 2       | 0   | —       | —      | —       | —     | 5       | 2      |
| AIK                | Totalt         | Totalt                    | 28      | 8     | 3       | 0   | 4       | 1      | —       | —     | 35      | 9      |
| Karriär totalt     | Karriär totalt | Karriär totalt            | 226     | 59    | 24      | 7   | 8       | 4      | 4       | 1     | 262     | 71     |

1. ↑  Framträdanden  Uefa Europa League
2. 1 2  Appearance(s) in the UEFA Europa League
3. ↑  Framträdanden i det negativa kvalet till Eredivisie

### Landslagsstatistik
| Sveriges landslag |         |     |
| År                | Matcher | Mål |
| 2014              | 6       | 0   |
| 2015              | 2       | 0   |
| Totalt            | 8       | 0   |

## Meriter
| Lagmeriter                      | Lagmeriter | Lagmeriter    |
| AIK                             | AIK        | AIK           |
| ------------------------------- | ---------- | ------------- |
| Allsvenskan                     | (1)        | 2018          |
| Individuella meriter            |            |               |
| Månadens Spelare i Allsvenskan: |            | November 2021 |

## Utanför fotbollen

### Uppväxt
Bahoui växte upp i Stockholmsförorten Bredäng, dit familjen flyttade när han var åtta år gammal. I Bredäng fanns det inga konstgräsplaner, utan endast planer med äkta gräs som Bahoui och hans vänner alltför sällan blev utkastade från. De brukade bryta sig in i Bredängshallen, genom fönstret när de var sugna på att spela fotboll, med vetskapen om att de inte fick vara där. Det fanns inte heller någon belysning på uteplanerna som de spelade fotboll på, så de var tvungna att köra in med bil fram till planen och lysa upp den med bilens framljus för att kunna spela på kvällen.

### Familj
Bahoui härstammar från Marocko, då båda hans föräldrar kommer från landet och han är sedan uppväxten trogen muslim. Han är gift och har barn med Farah Bahoui.